# Državne ceste u Hrvatskoj
Državna cesta jest javna cesta koja povezuje cjelokupno državno područje Republike Hrvatske i povezuje ga s mrežom glavnih europskih cesta. U Hrvatskoj je 1974. godine, postojalo 2660 km državnih cesta, a 2018. taj broj je povećan na 7175 km.
Označene su jednoznamenkastim, dvoznamenkastim i troznamenkastim brojevima, koji su ispisani na malim tablama uz ceste i na autokartama. Ceste su često označene slovom D i samim brojem. Na taj su način označene i u Leksikonu naselja Hrvatske. Na prometnim znakovima se naznačuju bez slova D, bijelim brojevima na plavoj pozadini. Na autokartama se obično označuju crvenom bojom.

## D1-D9
| Broj ceste | Opis ceste | Opis ceste - prijedlog | Duljina ceste |
| ---------- | --- | --- | ------------- |
| D1         | Macelj - Krapina - Zagreb - Karlovac - Gračac - Knin - Brnaze - Split (D8)                                                                                        | Macelj (A2) - čvorište Đurmanec (A2) - Đurmanec (D74/D207) - Krapina (D206) - čvorište Krapina (A2) – Sv. Križ Začretje (D35) - čvorište Sv. Križ Začretje (A2) - Zabok (D24) – Gubaševo (D14/D205/D307) - čvorište Zaprešić (D225/A2) - ... - čvorište Lučko (A1/A3/D3) - Jastrebarsko (D310) - Karlovac (D228) – čvorište Karlovac (D36/A1) – Karlovac (D3)(D6=D1) - Tušilović (D6) - Slunj - Rakovica - Grabovac (D42) - Ličko Petrovo Selo (D217) - Prijeboj (D429) - Borje (D52) - Korenica (D25) - čvorište Udbina (D522) - Bruvno (D218) - Gračac (D27) - Knin (D59)(D33) - Sinj (D219) - Brnaze (D60) - čvorište Dugopolje (A1) - čvorište Klis-Grlo (D56) - Split čvorište Bilice (D8) | 418,6 km      |
| D2         | G.P. Dubrava Križovljanska (gr. R. Slovenije) - Varaždin - Virovitica - Našice - Osijek - Vukovar - G.P. Ilok (gr. R. Srbije)                                     | G.P. Zavrč SLO/Dubrava Križovljanska - Varaždin (D35/D528/D2=D3) - Zamlaka (D530) - Ludbreg (D24) - Koprivnica (D20/D41) - Virje (D210) - Đurđevac (D43) - Pitomača – čvorište Virovitica (D5) - Suhopolje (D538) - Slatina (D34/D69) - (D314) - Našice (D53/D515) - čvorište Osijek (A5) – Osijek (D7) – Osijek čvorište Trpimirova D518) - (D213/D417) - (Klisa) (D418) - Borovo (D519/D55) - Vukovar (D57) - Ilok - G.P. Ilok/Bačka Palanka SRB | 347,5 km      |
| D3         | G.P. Goričan (gr. Mađarske) - Čakovec - Varaždin - Breznički Hum -Zagreb - Karlovac - Rijeka (D8)                                                                 | G.P. Letenye H/Goričan - čvorište Goričan 2 (D3=A4) - čvorište Goričan (A4=D3) - Čakovec (D20/D209) –Nedelišće (D208) - Varaždin (D2/D528) - Novi Marof (D22/D24) - Sveti Ivan Zelina - Soblinec (D29) - čvorište Popovec (A4) - ... - čvorište Lučko (A1/A3/D1) - Jastrebarsko (D310) - Karlovac (D228/D36)/(A1/D1/D6) - Duga Resa (D23) - Bosanci (D204) - Stubica (D42) - Kupjak - Delnice (D203/D32) - Gornje Jelenje (D501) - Kikovica - Čavle - Orehovica - Rijeka (D8) | 218,4 km      |
| D5         | G.P. Terezino Polje (gr. Mađarske) - Virovitica - Veliki Zdenci - Daruvar - Okučani - G.P. Stara Gradiška (gr. BiH)                                               | G.P Barcs H/Terezino Polje - Virovitica (D538/D2) - Veliki Zdenci (D28/D45) - Daruvar (D26) - Pakrac (D38) - Lipik (D47) - Okučani (A3) - G.P. Stara Gradiška/Bosanska Gradiška-Gradiška BIH | 123,1 km      |
| D6         | G.P Jurovski Brod (gr. R. Slovenije) - Ribnik - Karlovac - Brezova Glava - Vojnić - Glina - Dvor - gr. BiH                                                        | G.P. Metlika SLO/Jurovski Brod - Jurovski Brod (D228) - Ribnik - Karlovac (D3/D1=D6) - Tušilović (D1) - Vojnić (D216) - Gvozd - (D31) - Glina (D37) - Dvor (D47) - G.P. Matijevići/Bosanski Novi-Novi Grad BIH | 134,5 km      |
| D7         | G.P Duboševica (gr. Mađarske) - Beli Manastir - Osijek - Đakovo - G.P Slavonski Šamac (gr. BiH)                                                                   | G.P. Udvar H/Duboševica – Kneževo – Beli Manastir (D517) – D212 – Osijek (D2) - Đakovo (D515)(D38)(D46) – čvorište Velika Kopanica (A3) – Slavonski Šamac (D520) - G.P. Slavonski Šamac/Šamac BIH | 115,2 km      |
| D8         | G.P. Pasjak (gr. R. Slovenije) - Šapjane - Rijeka - Zadar - Split - G.P. Klek (gr. BiH) - G.P. Zaton Doli (gr. BiH) - Dubrovnik - G.P. Karasovići (gr. Crne Gore) | G.P. Starod SLO/Pasjak – čvorište Rupa (A7) - Matulji - čvorište Matulji 2 (A8) - Opatija (D66) – Rijeka (D304)D404) - (D40) – Bakar – Kraljevica – Šmirka (A7)/(D102)(D501) – Crikvenica – Novi Vinodolski – Senj (D23) – (D405) – (D406) – Karlobag (D25) – čvorište Maslenica (A1) – Maslenica (D54) – Posedarje (D106) - čvorište Zadar 1 (A1) – Zadar (D306)(D407) – čvorište Zadar Gaženica (424.) - Biograd na moru (D503) – Kapela (D59/D121) – (D27) - Šibenik čvorište Vidici (D33) – Šibenik čvorište Ražine (D58) – Seget Donji (D58) – Plano (D409) – čvorište Kaštel Štafilić (D409) – Split čvorište Bilice (D1) – Split čvorište Lovrinac (D410) – Omiš (D70) – Dubci (D39) – Baško Polje (D76) – Makarska Zapad (D411) - Makarska (D512) – Drvenik (D412) – Ploče (D413) – čvorište Čeveljuša (D425 – čvorište Opuzen (D9) – G.P. Klek/Neum 1 BIH // G.P. Neum 2 BIH/Zaton Doli – Zaton Doli (D414) – Sustjepan (D420) – Dubrovnik – Dubac (D223) – Karasovići (D516) – G.P. Karasovići/Debeli brijeg MNE | 643,8 km      |
| D9         | G.P. Metković (gr. BiH) - Opuzen - D8 | G.P. Doljani BIH/Metković – Opuzen – čvorište Opuzen (D8) | 10,9 km       |

## D10-D77
| Broj ceste | Opis ceste | Duljina ceste |
| ---------- | --- | ------------- |
| D10        | čvorište Sveta Helena (A4) - čvorište Dubrava - čvorište Gradec - Križevci - Koprivnica - G.P. Gola (gr. Mađarske)   | 86,4 km       |
| D12        | čvorište Vrbovec 2 (D10) - Bjelovar - Virovitica - G.P. Terezino Polje (gr. Mađarske)                                | 86,5 km       |
| D14        | čvorište Mokrice (A2) - Bračak (D24)                                                                                 | 5,8 km        |
| D20        | Čakovec (D3) – Prelog – Donja Dubrava – Đelekovec – Koprivnica (D2)                                                  | 50,4 km       |
| D22        | Novi Marof (D3) – Križevci – Sveti Ivan Žabno (D28)                                                                  | 42,7 km       |
| D23        | Duga Resa (D3) – Josipdol – Žuta Lokva – Senj (D8)                                                                   | 103,9 km      |
| D24        | Bedekovčina (D14) – Zlatar Bistrica – Donja Konjščina – Budinščina – Novi Marof – Varaždinske Toplice – Ludbreg (D2) | 69,2 km       |
| D25        | Korenica (D1) – Bunić – Lički Osik – Gospić – Karlobag (D8)                                                          | 83,6 km       |
| D26        | čvorište Dubrava (D10) - Čazma - Garešnica - Dežanovac - Daruvar (D5)                                                | 88,5 km       |
| D27        | Gračac (D1) - Obrovac - Benkovac - Stankovci - D8                                                                    | 96,9 km       |
| D28        | čvorište Gradec (D10) - Bjelovar - Veliki Zdenci (D5)                                                                | 70,7 km       |
| D29        | Novi Golubovec (D35) - Zlatar Bistrica - Marija Bistrica - Soblinec (D3)                                             | 49,8 km       |
| D30        | Velika Kosnica - čvorište Kosnica (A3) - Velika Gorica - Petrinja - G.P. Hrvatska Kostajnica (gr. BiH)               | 81,2 km       |
| D31        | Velika Gorica (D30) - Pokupsko - Gornji Viduševac - D6                                                               | 56,2 km       |
| D32        | G.P. Prezid (gr. R. Slovenije) - Delnice (D3)                                                                        | 49,7 km       |
| D33        | G.P. Strmica (gr. BiH) - Knin - Drniš - čvorište Vidici (D8)                                                         | 73,3 km       |
| D34        | Slatina (D2) - Donji Miholjac - Josipovac (D2)                                                                       | 79,5 km       |
| D35        | Varaždin (D2) - Lepoglava - Sveti Križ Začretje (D1)                                                                 | 46,0 km       |
| D36        | Karlovac (D1) - Pokupsko - Sisak - čvorište Popovača (A3) - Popovača                                                 | 110,5 km      |
| D37        | Sisak (D36) - Petrinja - Glina (D6)                                                                                  | 33,3 km       |
| D38        | Pakrac (D5) - Požega - Pleternica - Đakovo (D7)                                                                      | 120,7 km      |
| D39        | gr. BiH - Aržano - Cista Provo - rotor Šestanovac - Dubci (D8)                                                       | 37,3 km       |
| D40        | čvorište Sveti Kuzam(A7) - D8 - luka Bakar (Zapad)                                                                   | 3,1 km        |
| D41        | G.P. Gola (gr. Mađarske) - Koprivnica - Križevci (D22)                                                               | 57,9 km       |
| D42        | Vrbovsko (D3) - Ogulin - Josipdol - Plaški - Grabovac (Rakovica) (D1)                                                | 90,3 km       |
| D43        | Đurđevac (D2) - Bjelovar - Čazma - čvorište Ivanić-Grad (A3)                                                         | 78,1 km       |
| D44        | čvorište Nova Vas (Brtonigla) (A9) - Ponte Porton - Buzet - čvorište Lupoglav (A8)                                   | 50,5 km       |
| D45        | Veliki Zdenci - (D5) - Garešnica - čvorište Kutina (A3)                                                              | 43,6 km       |
| D46        | Đakovo D7 -Vinkovci - G.P. Tovarnik (gr. R. Srbije)                                                                  | 73,0 km       |
| D47        | Lipik (D5) - Novska - Hrvatska Dubica - Hrvatska Kostajnica - Dvor (D6)                                              | 94,5 km       |
| D48        | čvorište Baderna (A9) - Pazin - čvorište Rogovići (A8)                                                               | 20,8 km       |
| D49        | Pleternica (D38) - čvorište Lužani (A3)                                                                              | 19,2 km       |
| D50        | Žuta Lokva (D23) - Otočac - Gospić - Gračac (D27)                                                                    | 104,2 km      |
| D51        | Gradište (Kutjevo) (D53) - Požega - čvorište Nova Gradiška (A3)                                                      | 50,3 km       |
| D52        | Špilnik (D50) - Korenica (D1)                                                                                        | 41,1 km       |
| D53        | G.P. Donji Miholjac (gr. Mađarske) - Našice - G.P. Slavonski Brod (gr. BiH)                                          | 91,6 km       |
| D54        | Maslenica (D8) - Zaton Obrovački (D27)                                                                               | 13,5 km       |
| D55        | Borovo (D2) - Vinkovci - G.P. Županja (gr. BiH)                                                                      | 48,6 km       |
| D56        | čvorište Tromilja (D424) - Benkovac - Skradin - Drniš (D33) - Muć - čvorište Klis-Grlo (D1)                          | 119,6 km      |
| D57        | Vukovar (D2) - Orolik - Nijemci - čvorište Lipovac (A3)                                                              | 35,9 km       |
| D58        | Šibenik (luka) - Boraja - Trogir (D8)                                                                                | 43,0 km       |
| D59        | Knin (D1) - Kistanje - Bribirske Mostine - Putičanje - Kapela (D8)                                                   | 53,9 km       |
| D60        | Brnaze (D1) - Trilj - Cista Provo - Imotski - G.P. Donji Vinjani (gr. BiH)                                           | 66,0 km       |
| D62        | Šestanovac (D39) - Zagvozd - Vrgorac - Kula Norinska - Metković (D9)                                                 | 89,5 km       |
| D64        | Pazin (D48) - Potpićan - Vozilići (D66)                                                                              | 26,9 km       |
| D66        | Pula (D400) - Labin - Opatija - Matulji (D8)                                                                         | 90,1 km       |
| D69        | Slatina (D2) - Čeralije - Voćin - Novo Zvečevo - Kamenska (D38)                                                      | 53,4 km       |
| D70        | Omiš (D8) - Naklice - Gata - čvorište Blato na Cetini (A1)                                                           | 21,6 km       |
| D72        | Slavonski Brod: D53 - Svačićeva - I. G. Kovačića - N. Zrinskog (D423)                                                | 2,7 km        |
| D74        | Đurmanec (D207) - Krapina - Bednja - Lepoglava (D35)                                                                 | 22,0 km       |
| D75        | D200 - Savudrija - Umag - Novigrad - Poreč - Vrsar - Vrh Lima - Bale - Pula (D400)                                   | 101,7 km      |
| D76        | Baško Polje (D8) - Zagvozd (D62) - Grubine (D60) - Imotski - G.P. Vinjani Gornji (gr. BiH)                           | 28,3 km       |
| D77        | čvorište Rogovići (A7) - Žminj - Svetvinčenat - Vodnjan (D75)                                                        | 33,2 km       |

## D100-D129
| Broj ceste | Opis ceste                                                          | Duljina ceste |
| ---------- | ------------------------------------------------------------------- | ------------- |
| D100       | Porozina (trajektna luka) - Cres - Mali Lošinj (Ž5159)              | 80,3 km       |
| D101       | D100 - Merag (trajektna luka)                                       | 10,9 km       |
| D102       | Šmrika (D8) - Krk - Baška                                           | 48,1 km       |
| D103       | D102 - Zračna luka Rijeka                                           | 1,7 km        |
| D104       | D102- Valbiska (trajektna luka)                                     | 10,1 km       |
| D105       | Lopar (trajektna luka) - Rab - Mišnjak (trajektna luka)             | 22,7 km       |
| D106       | Žigljen (trajektna luka) - Novalja - Pag - Ražanac - Posedarje (D8) | 73,8 km       |
| D109       | Veli Rat - Savar - Sali                                             | 41,9 km       |
| D110       | Muline (trajektna luka) - Ugljan - Tkon (trajektna luka)            | 41,6 km       |
| D111       | Maslinica - Grohote - Stomorska                                     | 17,8 km       |
| D112       | Rogač (trajektna luka) - D111                                       | 1,9 km        |
| D113       | Supetar - Nerežišća - Sumartin (trajektna luka)                     | 39,4 km       |
| D114       | Milna - Sutivan - Supetar (D113)                                    | 18,8 km       |
| D115       | Gornji Humac (D113) - Bol                                           | 11,4 km       |
| D116       | Hvar - Milna - Starigrad (trajektna luka) - Sućuraj                 | 76,4 km       |
| D117       | Komiža - Podhum - Vis                                               | 19,9 km       |
| D118       | Vela Luka - Kapja - Dubovo - Korčula                                | 43,5 km       |
| D119       | Uble - Lastovo                                                      | 9,5 km        |
| D120       | Pomena - Polače - Sobra - Saplunara                                 | 42,9 km       |
| D121       | Murter - Tisno - D8                                                 | 14,0 km       |
| D123       | Trajektna luka Sobra - D120                                         | 1,1 km        |
| D124       | Trajektna luka Brbinj - Brbinj - D109                               | 1,7 km        |
| D125       | Trajektna luka Zaglav - D109                                        | 1,1 km        |
| D126       | Trogir (D315) - Arbanija - Slatine                                  | 8,3 km        |
| D128       | Uvala Mikavica - Trajektno pristanište Žirje                        | 3,8 km        |
| D129       | Industrijska luka (terminal UPP) – D102                             | 2,6 km        |

## D200-D235
| Broj ceste | Opis ceste                                                                      | Duljina ceste |
| ---------- | ------------------------------------------------------------------------------- | ------------- |
| D200       | G.P. Plovanija (gr. R. Slovenije) - Buje - čvorište Buje (A9)                   | 11,8 km       |
| D201       | G.P. Požane (gr. R. Slovenije) - Buzet (D44)                                    | 7,1 km        |
| D203       | G.P. Brod na Kupi - Delnice (D3)                                                | 11,2 km       |
| D204       | G.P. Pribanjci (gr. R. Slovenije) - Bosanci (D3) - čvorište Bosiljevo 1 (A1)    | 6,3 km        |
| D205       | G.P. Razvor - Kumrovec - Klanjec - Gubaševo (D1)                                | 24,6 km       |
| D206       | G.P. Hum na Sutli (gr. R. Slovenije) - Pregrada - Krapina (D1)                  | 28,7 km       |
| D207       | Hum na Sutli (D206) - Lupinjak - Đurmanec (D1)                                  | 14,5 km       |
| D208       | G.P. Trnovec (gr. R. Slovenije) - Nedelišće (D3)                                | 6,9 km        |
| D209       | G.P. Mursko Središće (gr. R. Slovenije) - Šenkovec - Čakovec (D3)               | 17,3 km       |
| D210       | Gola (D41) - Ždala - Molve - Virje (D2)                                         | 24,3 km       |
| D211       | G.P. Baranjsko Petrovo Selo (gr. Mađarske) - Baranjsko Petrovo Selo (D517)      | 2,0 km        |
| D212       | D7 - Kneževi Vinogradi - G.P. Batina (gr. R. Srbije)                            | 22,1 km       |
| D213       | D2 - G.P.Erdut (gr. R. Srbije)                                                  | 26,7 km       |
| D214       | Županja (D55) - Gunja - gr. BiH                                                 | 28,8 km       |
| D216       | Vojnić (D6) - Kolarić - G.P. Maljevac (gr. BiH)                                 | 25,0 km       |
| D217       | Ličko Petrovo Selo (D1) - G.P. Ličko Petrovo Selo (gr. BiH)                     | 3,0 km        |
| D218       | G.P. Užljebić (gr. BiH) - Dobroselo - Mazin - D1                                | 57,2 km       |
| D219       | Gornji Muć (D56) - Sinj - Obrovac Sinjski - G.P. Bili Brig (gr. BiH)            | 31,7 km       |
| D220       | čvorište Bisko (A1) - Čaporice (D60) - Trilj - G.P. Kamensko (gr. BiH)          | 28,9 km       |
| D222       | G.P. Mali Prolog (gr. BiH) - D62                                                | 0,6 km        |
| D223       | G.P. Gornji Brgat (gr. BiH) - Dubac (D8)                                        | 4,6 km        |
| D224       | Mošćenica (D37) - Blinjski Kut - Sunja - Panjani (D30)                          | 34,2 km       |
| D225       | G.P. Harmica (gr. R. Slovenije) - Brdovec - čvorište Zaprešić (A2)              | 14,8 km       |
| D227       | gr. R. Slovenije - Banfi - Štrigova - Prekopa - Lopatinec - Šenkovec (D209)     | 19,4 km       |
| D228       | Jurovski Brod (D6) - Kamanje - Ozalj - Karlovac (D1)                            | 30,2 km       |
| D229       | D206 - Mali Tabor - Luka Poljanska - Miljana - Kumrovec (D205)                  | 25,9 km       |
| D231       | G.P. Bregana Naselje (gr. R. Slovenije) - Samobor - čvorište Sveta Nedelja (A3) | 10,9 km       |
| D232       | Sisak (D36 - Čigoč - Kratečko - Puska - Jasenovac (D47)                         | 65,7 km       |
| D233       | Hum na Sutli (D206) – Mali Tabor (D229)                                         | 4,6 km        |
| D235       | G.P. BiH – Čepikuće – Lisac – Doli (D8)                                         | 12,2 km       |

## D300-D316
| Broj ceste | Opis ceste                                                        | Duljina ceste |
| ---------- | ----------------------------------------------------------------- | ------------- |
| D300       | Umag (D75) - čvorište Buje (A9)                                   | 8,4 km        |
| D301       | Novigrad (D75) - Bužinija - čvorište Nova Vas (A9)                | 5,8 km        |
| D302       | Poreč (D75) - čvorište Baderna (A9)                               | 10,0 km       |
| D303       | Rovinj (D75) - čvorište Kanfanar (A9)                             | 13,5 km       |
| D304       | Kastav - čvorište Diračje (A7) - Rijeka (D8)                      | 7,1 km        |
| D305       | D32 - Čabar (Ž5031)                                               | 4,9 km        |
| D306       | Vir - Nin - Zadar (Bili Brig) (D8)                                | 27,5 km       |
| D307       | Gubaševo (D1) - Oroslavje - Donja Stubica - Marija Bistrica (D29) | 23,8 km       |
| D310       | Jastrebarsko (D1) - čvorište Jastrebarsko (A1)                    | 3,7 km        |
| D312       | D47 - Novska                                                      | 1,8 km        |
| D313       | Nova Gradiška - Rešetari (D51)                                    | 1,9 km        |
| D314       | D2 - Orahovica                                                    | 2,9 km        |
| D316       | Nova Gradiška - D51                                               | 2,4 km        |

## D400-D431
| Broj ceste | Opis ceste                                                      | Duljina ceste |
| ---------- | --------------------------------------------------------------- | ------------- |
| D400       | Pula (D75) - Pula (trajektna luka)                              | 1,6 km        |
| D401       | D66 - Zračna luka Pula                                          | 1,6 km        |
| D402       | D66 - Brestova (trajektna luka)                                 | 3,2 km        |
| D403       | čvorište Škurinje (A7) - Luka Rijeka (Zapad)                    | 2,4 km        |
| D404       | Rijeka (D8) - Luka Brajdica - čvorište Draga (A7)               | 4,0 km        |
| D405       | Stinica (trajektna luka) - D8                                   | 3,8 km        |
| D406       | D8 - Prizna (trajektna luka)                                    | 2,9 km        |
| D407       | Zadar (trajektna luka) - Zadar (D8)                             | 3,8 km        |
| D408       | Zračna luka Pleso - D30                                         | 3,8 km        |
| D409       | Plano (D8) - Zračna luka Resnik - čvorište Kaštel Štafilić (D8) | 6,1 km        |
| D410       | Trajektna luka Split - Visoka (D8)                              | 4,0 km        |
| D411       | Makarska zapad (D8) - Makarska (trajektna luka) - (D411)        | 1,5 km        |
| D412       | Drvenik (D8) - Drvenik (trajektni pristan)                      | 0,3 km        |
| D413       | Ploče (D8) - Luka Ploče                                         | 1,9 km        |
| D414       | Trajektna luka Orebić - Ston - Zaton Doli (D8)                  | 64,7 km       |
| D415       | Trajektna luka Trpanj - Donja Banda (D414)                      | 7,2 km        |
| D416       | Prapratno (D414) - Trajektna luka Prapratno                     | 0,9 km        |
| D417       | Riječno pristanište Osijek - D2                                 | 2,3 km        |
| D418       | D2 - Zračna luka Klisa                                          | 2,5 km        |
| D420       | Sustjepan (D8) - Luka Gruž                                      | 2,8 km        |
| D421       | Most-Raša (D66) - Luka Bršica                                   | 3,6 km        |
| D422       | čvorište Babindub (D424) - Zračna luka Zadar                    | 3,9 km        |
| D423       | Slavonski Brod: D514 - Luka Slavonski Brod                      | 6,1 km        |
| D424       | Zadar (Luka Gaženica) - čvorište Zadar 2 (A1)                   | 17,6 km       |
| D425       | ČCP Karamatići - čvorište Čeveljuša (D8)                        | 8,8 km        |
| D429       | Selište Drežničko (D42) - Plitvička jezera - Prijeboj (D1)      | 14,1 km       |
| D430       | Zračna luka „Franjo Tuđman” - D30                               | 2,1 km        |
| D431       | Slavonski Brod (D53) - GPC cona Đ. Đaković                      | 0,4 km        |

## D500-D545
| Broj ceste | Opis ceste                                                                    | Duljina ceste |
| ---------- | ----------------------------------------------------------------------------- | ------------- |
| D500       | čvorište Vranja (A8) - Šušnjevica - Kršan (D64)                               | 23,6 km       |
| D501       | Gornje Jelenje (D3) - čvorište Oštrovica (A6) - Meja - Križišće - Šmrika (D8) | 20,3 km       |
| D502       | Zemunik Donji (D56) - Smilčić - Karin (D27)                                   | 16,4 km       |
| D503       | Zapužane (D27) - Biograd na Moru (trajektna luka)                             | 16,2 km       |
| D507       | Valentinovo (D206) - Krapinske Toplice - Gubaševo (D205)                      | 15,6 km       |
| D510       | čvorište Umag (A9) - G.P. Kaštel (gr. R. Slovenije)                           | 3,0 km        |
| D512       | Makarska (D8) - Ravča (D62)                                                   | 30,6 km       |
| D514       | Slavonski Brod (D53) - čvorište Slavonski Brod istok (A3)                     | 2,7 km        |
| D515       | Našice (D53) - Đakovo (D7)                                                    | 32,7 km       |
| D516       | Karasovići (D8) - G.P. Konfin (gr. Crne Gore)                                 | 14,4 km       |
| D517       | Beli Manastir (D7) - Belišće (D34)                                            | 27,4 km       |
| D518       | Osijek (D2) - čvorište Trpimirova (D2) - Jarmina (D46)                        | 34,0 km       |
| D519       | Dalj (D213) - Borovo (D2)                                                     | 16,2 km       |
| D520       | čvorište Babina Greda (A3) - Slavonski Šamac (D7)                             | 7,6 km        |
| D522       | Udbina (D1) - Lovinac - čvorište Gornja Ploča (A1)                            | 13,2 km       |
| D525       | Pleternica (D49) - čvorište Slavonski Brod zapad (A3) - Slavonski Brod (D53)  | 25,6 km       |
| D526       | čvorište Varaždinske Toplice (A4) - Varaždinske Toplice (D24)                 | 1,2 km        |
| D528       | Varaždin (D2) - čvorište Varaždin (A4)                                        | 2,4 km        |
| D530       | čvorište Ludbreg (A4) - Zamlaka (D2)                                          | 1,6 km        |
| D531       | čvorište Vrpolje (A1) - Vrpolje (Šibenik) (D58)                               | 1,7 km        |
| D534       | Budak (D25) - čvorište Gospić (A1)                                            | 2,4 km        |
| D535       | Drvenik (D8) - Ravča (D62)                                                    | 12,1 km       |
| D536       | čvorište Buševec (A11) - Buševec (D30)                                        | 1,0 km        |
| D537       | Slakovci - Otok - čvorište Spačva (A3)                                        | 22,0 km       |
| D538       | Virovitica (D5) - Lipovac - Suhopolje (D2)                                    | 12,9 km       |
| D539       | Islam Latinski (D8) – Smilčić – Donje Biljane (D56)                           | 13,6 km       |
| D540       | Konjščina (D24) – Jertovec – Beloslavec – Bedenica – Komin (D3)               | 14,7 km       |
| D541       | D6 – čvorište Novigrad (A1)                                                   | 5,5 km        |
| D542       | Išišće (D64) – Kloštar (D500)                                                 | 4,0 km        |
| D543       | Klinča Sela (D1) – čvorište Donja Zdenčina (A1)                               | 2,3 km        |
| D544       | Čvorište Farkaševac (D12) – Farkaševac – Rajić – Gudovac – Bjelovar (D43)     | 17,0 km       |
| D545       | Karlovac (D228) – Karlovac (D6) – Karlovac (D3)                               | 4,7 km        |